# Tempelhof (Odenthal)
Tempelhof ist ein Wohnplatz in Oberodenthal in der Gemeinde Odenthal  im Rheinisch-Bergischen Kreis.

## Lage und Beschreibung
Der Wohnplatz liegt an der Straße Zum Tempel in der Nähe von Eikamp. Er wird nicht mehr als eigenständiger Wohnplatz wahrgenommen.

## Geschichte
Der Name Tempelhof deutet auf einen ehemaligen Besitz der Johanniter hin. Der Ort ist auf der Topographischen Aufnahme der Rheinlande von 1824 als Tempelhof verzeichnet. Auf der Preußischen Uraufnahme von 1840 ist der Wohnplatz ohne Bebauung verzeichnet. An dieser Stelle ist erst ab den 1960er Jahren wieder Bebauung festzustellen. Im südlicheren Bereich des Weges ist ab der Preußischen Neuaufnahme von 1892 auf Messtischblättern regelmäßig eine Bebauung ohne Namen verzeichnet. Der Bereich war im 19. Jahrhundert Teil der Gemeinde Bechen in der Bürgermeisterei Kürten.
1975 kam die Ortschaft aufgrund des Köln-Gesetzes zur Gemeinde Odenthal.